# Haswelliporina quinaria
Haswelliporina quinaria är en mossdjursart som beskrevs av Gordon och Jean-Loup d'Hondt 1997. Haswelliporina quinaria ingår i släktet Haswelliporina och familjen Porinidae. Inga underarter finns listade i Catalogue of Life.